# Domus (revue)
Domus est une revue italienne créée en 1928 par Gio Ponti traitant d'architecture, de design et d'art. Sa parution est mensuelle.

## Historique
Depuis 70 ans, Domus est l'une des revues phare du monde de l'architecture et du design. Outre Gio Ponti, Domus a été dirigée par certains des designers et architectes italiens les plus importants : Mario Bellini, Alessandro Mendini, Cesare Maria Casati, Stefano Boeri.
Dans les années cinquante William Klein en réalisa beaucoup de couvertures en utilisant la technique du photographisme.